# جزمودو
جزمودو (/ɡɪzˈmoʊdoʊ/) هو موقع للتصميم والتكنولوجيا والعلوم والخيال العلمي. تم إطلاقه في الأصل كجزء من شبكة جوكر ميديا التي يديرها نيك دينتون، ويعمل على منصة كينجا. يتضمن جزمودو أيضًا الموقع الفرعي إي أو 9، والذي يركز على الخيال العلمي والمستقبل. أصبحت جزمودو الآن جزءًا من ميديا جي/أو، المملوكة لشركة الأسهم الخاصة جريت هيل بارتنرز.

## وصلات خارجية
- الموقع الرسمي